# Ziemowit Popowicz
Ziemowit Stanisław Popowicz (ur. 1951) – polski fizyk, dr hab. nauk fizycznych, profesor zwyczajny Instytutu Fizyki Teoretycznej Wydziału Fizyki i Astronomii Uniwersytetu Wrocławskiego.

## Życiorys
W 1974 ukończył studia fizyczne na Uniwersytecie Wrocławskim, 1 czerwca 1978 obronił pracę doktorską, 10 maja 1989 habilitował się na podstawie pracy. 26 listopada 1998 nadano mu tytuł profesora w zakresie nauk fizycznych. 
Piastuje stanowisko profesora zwyczajnego w Instytucie Fizyki Teoretycznej na Wydziale Fizyki i Astronomii Uniwersytetu Wrocławskiego oraz prezesa zarządu Fundacji dla Uniwersytetu Wrocławskiego.